# Mistrzostwa Polski Seniorów w Lekkoatletyce 1961
37. Mistrzostwa Polski Seniorów w Lekkoatletyce – zawody sportowe, które rozgrywane były w Nowej Hucie na stadionie Hutnika w dniach 24–26 sierpnia 1961 roku.
Podczas mistrzostw kobieca sztafeta 4 × 100 metrów Zawiszy Bydgoszcz poprawiła klubowy rekord Polski czasem 48,0 s, Teresa Ciepły wyrównała rekord Polski w biegu na 100 metrów rezultatem 11,6 s, a także męska sztafeta 4 × 100 metrów Legii Warszawa wyrównała klubowy rekord kraju wynikiem 41,5 s.

## Rezultaty
| NR – rekord Polski \| SB – najlepszy wynik w sezonie \| PB – rekord życiowy |

### Mężczyźni
| Konkurencja:                  | 1. miejsce                                                                         | Rezultat  | 2. miejsce                                                                            | Rezultat  | 3. miejsce                                                                          | Rezultat  |
| Bieg na 100 m                 | Marian Foik Legia Warszawa                                                         | 10,4      | Andrzej Zieliński Gwardia Warszawa                                                    | 10,6      | Andrzej Karcz Gwardia Warszawa                                                      | 10,7      |
| Bieg na 200 m                 | Marian Foik Legia Warszawa                                                         | 20,8      | Andrzej Zieliński Gwardia Warszawa                                                    | 21,0      | Andrzej Karcz Gwardia Warszawa                                                      | 21,5      |
| Bieg na 400 m                 | Jerzy Kowalski Zawisza Bydgoszcz                                                   | 47,5      | Ireneusz Kluczek Gwardia Olsztyn                                                      | 48,0      | Stanisław Swatowski Legia Warszawa                                                  | 48,5      |
| Bieg na 800 m                 | Witold Baran Legia Warszawa                                                        | 1:49,4    | Jerzy Bruszkowski Zawisza Bydgoszcz                                                   | 1:50,0    | Konstanty Kisała Społem Łódź                                                        | 1:50,6    |
| Bieg na 1500 m                | Zbigniew Orywał Warta Poznań                                                       | 3:53,0    | Kazimierz Zimny Lechia Gdańsk                                                         | 3:53,3    | Bolesław Kowalczyk AZS Poznań                                                       | 3:54,3    |
| Bieg na 5000 m                | Lech Boguszewicz SLA Sopot                                                         | 14:21,6   | Jerzy Mathias Zawisza Bydgoszcz                                                       | 14:30,6   | Kazimierz Podolak Lotnik Warszawa                                                   | 14:37,2   |
| Bieg na 10 000 m              | Stanisław Ożóg Wawel Kraków                                                        | 30:51,6   | Czesław Wilkowski Pogoń Szczecin                                                      | 31:10,8   | Ryszard Furtak Społem Łódź                                                          | 31:51,2   |
| Bieg maratoński               | Albin Czech AZS Białystok                                                          | 2:35:48,4 | Jan Morawiec Społem Łódź                                                              | 2:38:47,2 | Julian Witkowski Start Katowice                                                     | 2:39:39,6 |
| Bieg na 110 m przez płotki    | Roman Muzyk Wisła Kraków                                                           | 14,4      | Edward Bugała Start Katowice                                                          | 14,7      | Wiesław Król AZS Gliwice                                                            | 14,9      |
| Bieg na 200 m przez płotki    | Zdzisław Kumiszcze Zawisza Bydgoszcz                                               | 23,7      | Roman Muzyk Wisła Kraków                                                              | 23,8      | Andrzej Makowski Gwardia Warszawa                                                   | 23,9      |
| Bieg na 400 m przez płotki    | Zdzisław Kumiszcze Zawisza Bydgoszcz                                               | 53,2      | Werner Proske LZS Cieszyn                                                             | 53,4      | Andrzej Makowski Gwardia Warszawa                                                   | 53,7      |
| Bieg na 3000 m z przeszkodami | Jerzy Chromik Górnik Zabrze                                                        | 9:03,2    | Władysław Sztwiertnia Górnik Zabrze                                                   | 9:07,8    | Jan Lasocki Lechia Gdańsk                                                           | 9:10,2    |
| Sztafeta 4 × 100 m            | Legia Warszawa Krzysztof Zarębski Marian Foik Stanisław Swatowski Andrzej Figurski | 41,5=NR   | Gwardia Warszawa Konrad Ważniewicz Mieczysław Nowak Andrzej Karcz Andrzej Zieliński   | 41,8      | Zawisza Bydgoszcz Hieronim Mendalka Zbigniew Syka Jan Jaskólski Włodzimierz Patyk   | 42,2      |
| Sztafeta 4 × 400 m            | Zawisza Bydgoszcz Jerzy Kowalski Zbigniew Syka Jerzy Bruszkowski Roman Kreft       | 3:17,2    | Gwardia Warszawa Konrad Ważniewicz Andrzej Makowski Tadeusz Matyjek Janusz Anuszewski | 3:18,2    | Polonia Warszawa Andrzej Jesień Janusz Szewiński Andrzej Ryszkowski Wojciech Kleber | 3:21,5    |
| Chód na 20 km                 | Franciszek Szyszka Lechia Gdańsk                                                   | 1:40:55,2 | Eugeniusz Ornoch Flota Gdynia                                                         | 1:45:55,2 | Wiesław Sarnecki Konradia Gdańsk                                                    | 1:46:11,2 |
| Skok wzwyż                    | Edward Czernik Lechia Zielona Góra                                                 | 2,05      | Jerzy Wierciński Nadburzanin                                                          | 1,95      | Marian Łysienko Górnik Zabrze                                                       | 1,90      |
| Skok o tyczce                 | Janusz Gronowski Gwardia Warszawa                                                  | 4,30      | Jerzy Miazga AZS Warszawa                                                             | 4,20      | Jerzy Zaglaniczny Lechia Gdańsk                                                     | 4,20      |
| Skok w dal                    | Józef Szmidt Górnik Zabrze                                                         | 7,46      | Kazimierz Kropidłowski SLA Sopot                                                      | 7,28      | Ryszard Tarnawski Zawisza Bydgoszcz                                                 | 7,19      |
| Trójskok                      | Ryszard Malcherczyk Legia Warszawa                                                 | 16,08     | Józef Szmidt Górnik Zabrze                                                            | 16,07     | Jan Jaskólski Zawisza Bydgoszcz                                                     | 15,44     |
| Pchnięcie kulą                | Alfred Sosgórnik Górnik Zabrze                                                     | 18,36     | Eugeniusz Kwiatkowski Zawisza Bydgoszcz                                               | 16,91     | Władysław Komar Lechia Gdańsk                                                       | 16,55     |
| Rzut dyskiem                  | Edmund Piątkowski Legia Warszawa                                                   | 58,78     | Zenon Begier Warta Poznań                                                             | 53,72     | Jerzy Wiktorowski Warszawianka                                                      | 49,11     |
| Rzut młotem                   | Tadeusz Rut Legia Warszawa                                                         | 64,37     | Olgierd Ciepły Zawisza Bydgoszcz                                                      | 63,80     | Andrzej Rzepecki Lechia Gdańsk                                                      | 59,41     |
| Rzut oszczepem                | Janusz Sidło Sparta Warszawa                                                       | 78,16     | Władysław Nikiciuk AZS Warszawa                                                       | 76,63     | Zbigniew Radziwonowicz Legia Warszawa                                               | 75,17     |
| Dziesięciobój                 | Andrzej Mankiewicz Sparta Warszawa                                                 | 6108 pkt. | Franciszek Drewniany Granat Skarżysko-Kamienna                                        | 5819 pkt. | Kazimierz Trawka Odra Opole                                                         | 5350 pkt. |

### Kobiety
| Konkurencja:              | 1. miejsce                                                                         | Rezultat  | 2. miejsce                                                                  | Rezultat  | 3. miejsce                                                              | Rezultat  |
| Bieg na 100 m             | Teresa Ciepły Zawisza Bydgoszcz                                                    | 11,6 =NR  | Halina Richter Górnik Zabrze                                                | 11,9      | Celina Gerwin Legia Warszawa                                            | 12,0      |
| Bieg na 200 m             | Barbara Janiszewska AZS Kraków                                                     | 24,1      | Celina Gerwin Legia Warszawa                                                | 24,1      | Elżbieta Szyroka Baildon Katowice                                       | 24,5      |
| Bieg na 400 m             | Karolina Łukaszczyk Zawisza Bydgoszcz                                              | 57,5      | Janina Hase Lechia Gdańsk                                                   | 58,2      | Zofia Walasek Start Katowice                                            | 58,5      |
| Bieg na 800 m             | Zofia Walasek Start Katowice                                                       | 2:13,9    | Pelagia Truchan AZS Wrocław                                                 | 2:16,6    | Rosita Ziemba Warta Gorzów                                              | 2:16,6    |
| Bieg na 80 m przez płotki | Teresa Ciepły Zawisza Bydgoszcz                                                    | 10,7      | Maria Piątkowska Legia Warszawa                                             | 10,9      | Barbara Janiszewska AZS Kraków                                          | 11,2      |
| Sztafeta 4 × 100 m        | Zawisza Bydgoszcz Hanna Kosicka Danuta Pierzchot Karolina Łukaszczyk Teresa Ciepły | 48,0 NR   | AZS Kraków Maria Habas Maria Mydłowiecka Irena Szczupak Barbara Janiszewska | 49,1      | Olimpia Poznań Eugenia Przywęcka K. Anioł Krystyna Maj Maria Przybylska | 50,6      |
| Skok wzwyż                | Jarosława Bieda AZS Kraków                                                         | 1,64      | Łucja Noworyta Olsza Kraków                                                 | 1,55      | Barbara Owczarek AZS Gliwice                                            | 1,55      |
| Skok w dal                | Maria Bibro Cracovia                                                               | 6,08      | Elżbieta Krzesińska SLA Sopot                                               | 6,08      | Renata Hein Baildon Katowice                                            | 5,65      |
| Pchnięcie kulą            | Jadwiga Klimaj Wawel Kraków                                                        | 15,03     | Eugenia Rusin Wybrzeże Gdańsk                                               | 14,47     | Stefania Kiewłen SLA Sopot                                              | 13,57     |
| Rzut dyskiem              | Kazimiera Rykowska Legia Warszawa                                                  | 53,31     | Helena Dmowska Warszawianka                                                 | 49,31     | Zyta Mojek Stal Mielec                                                  | 49,22     |
| Rzut oszczepem            | Teresa Tubek SLA Sopot                                                             | 47,09     | Ksawera Grochal Czarni Wrocław                                              | 46,01     | Lucyna Krawcewicz AZS Wrocław                                           | 45,65     |
| Pięciobój                 | Maria Bibro Cracovia                                                               | 4333 pkt. | Irena Szczupak AZS Kraków                                                   | 3955 pkt. | Halina Krzyżańska LZS Mazowsze                                          | 3899 pkt. |

## Biegi przełajowe
34. mistrzostwa Polski w biegach przełajowych rozegrano 23 kwietnia w Poznaniu. Seniorki rywalizowały na dystansie 1,5 kilometra, a seniorzy na 4 km i 8 km.

### Mężczyźni
| Konkurencja:           | 1. miejsce                              | Rezultat | 2. miejsce                          | Rezultat | 3. miejsce                        | Rezultat |
| Bieg przełajowy (4 km) | Zdzisław Krzyszkowiak Zawisza Bydgoszcz | 11:42,8  | Edward Owczarek AZS Wrocław         | 11:50,2  | Jerzy Mathias Zawisza Bydgoszcz   | 11:57,2  |
| Bieg przełajowy (8 km) | Stanisław Ożóg Wawel Kraków             | 26:29,2  | Mieczysław Kierlewicz Skra Warszawa |          | Andrzej Kempa Lechia Zielona Góra |          |

### Kobiety
| Konkurencja:             | 1. miejsce                         | Rezultat | 2. miejsce                    | Rezultat | 3. miejsce                         | Rezultat |
| Bieg przełajowy (1,5 km) | Krystyna Nowakowska Legia Warszawa | 5:23,3   | Zofia Walasek Start Katowicee | 5:26,0   | Maria Gołębiowska LZS Morze Gdańsk | 5:26,4   |